# Louis Meyer (pilote automobile)
Pour les articles homonymes, voir Meyer et Louis Meyer (homonymie).
Louis Meyer, né le 21 juillet 1904 dans le bas de Manhattan (New York) de parents français immigrés et mort le 7 octobre 1995 à Searchlight (Nevada) à 91 ans où il s'était retiré depuis 1972, était un pilote automobile américain, premier triple vainqueur des 500 miles d'Indianapolis (sans pole position).

## Biographie
Il débuta la compétition automobile alors qu'il résidait à Los Angeles, à travers la Californie.
En 1928 son épouse June ignorait sa présence en course lors de sa première victoire à Indianapolis, venant par hasard sur le circuit pour retrouver son beau-frère Eddy Meyer, en convoyant un véhicule accidenté en Pennsylvanie.
Il est à l'origine en 1933 de la tradition consistant à boire un verre de lait (de babeurre initialement, devenu une bouteille de lait en verre complète en 1936) sur la ligne d'arrivée pour le vainqueur.
Il fut -sur suggestion de l'ancien autre vainqueur Tommy Milton- le premier à recevoir parmi ses récompenses le Pace car, en 1936.
Père de trois enfants dont deux filles, son fils aîné Louis 'Sonny' Meyer, Jr l'assista dans la gestion de ses magasins de course, en s'occupant des motorisations Ford DOHC destinées aux courses du championnat National USAC, ainsi que de la quinzaine de leurs voitures lauréates à l'Indy 500. Son petit-fils Louis III 'Butch' élabora les moteurs pour l'Oldsmobile Aurora du team Ménard en Indy Racing League IndyCar Series, qui remporta le championnat en 1996-97 (saison alors de 18 mois) et en 1999 puis devint l'actuel Directeur de l'Indy Pro Series (sans lien de parenté avec le coureur Zeke Meyer (en)). Après avoir été lui-même pilote automobile, il conduisit en compétition des motos et jet-skis, manquant perdre la vie en 1975.
Louis Meyer est enterré au cimetière d'Inglewood Park (Inglewood, CA).

## Titres
- American Championship car racing (AAA National Championship): 1928, 1929 et 1933 (1er triple champion National);

### Principales victoires

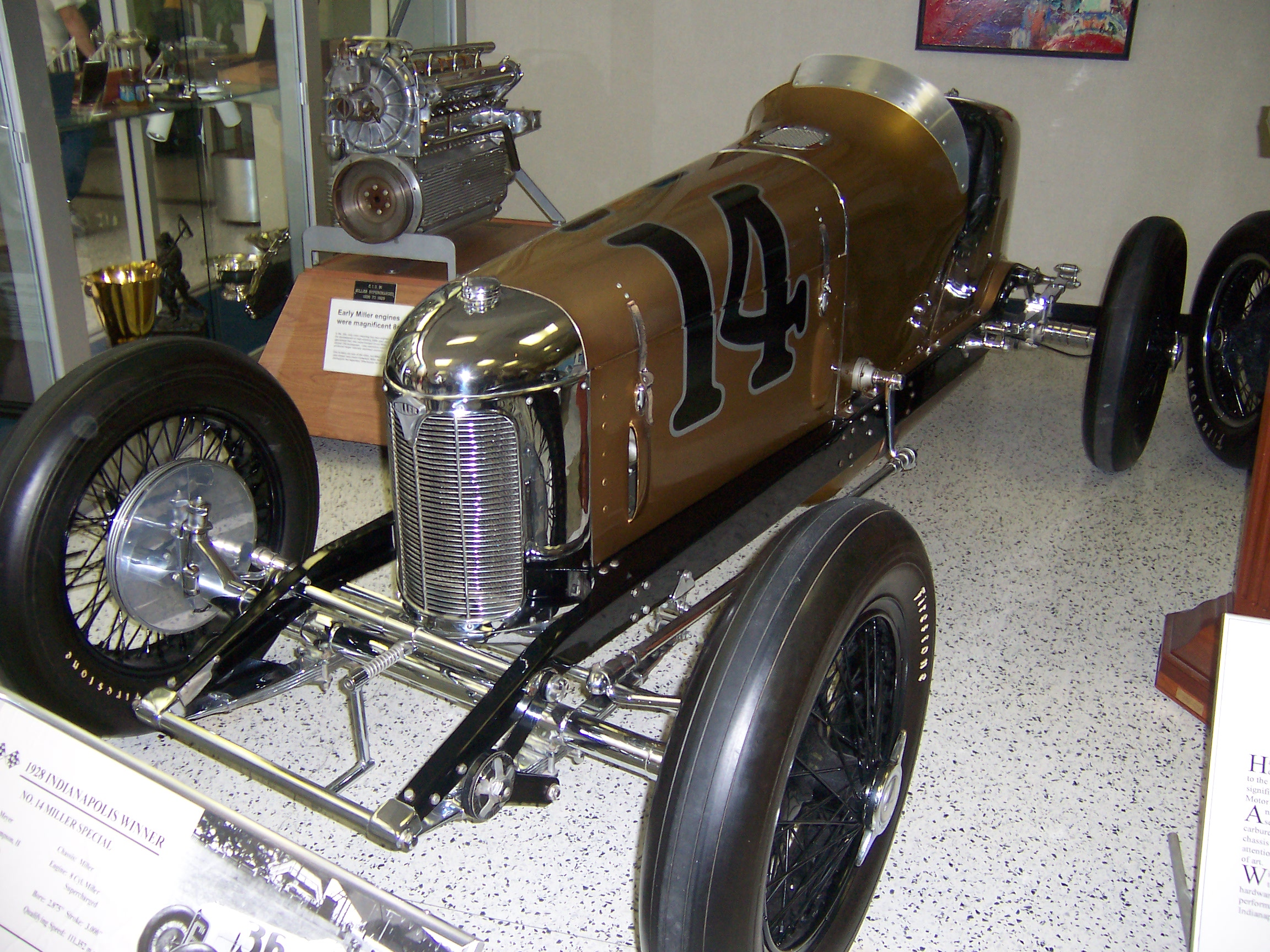
Voiture vainqueur à l'Indy 500 de 1928 (Indianapolis Motor Speedway Hall of Fame Museum).

33 courses disputées en ChampCar AAA entre 1926 et 1939, pour 8 victoires sur 14 podiums en 8 ans (sur Miller SC, sauf 1938-39 sur Winfield SC -Winfield Carburetor Company, Los Angeles-):
- 500 miles d'Indianapolis: 1928 (comme Rookie starter, à 24 ans, bien que pilote d'appoint de Wilbur Shaw l'année précédente -l'autre triple vainqueur avant-guerre, en 1937, 1939 et 1940-), 1933 et 1936 (2e en 1929);
- Grand Prix de Détroit: 1931 (au Michigan State Fairgrounds Speedway);

Ainsi que:
- 1928: Altoona;
- 1929: Altoona 1 et 2;
- 1931: Detroit;
- 1935: Altoona.

(2e: Rockingham 2 1928, Detroit 1929, Legion Ascot 1935 et 1936; 3e: Atlantic City 2 1928)